# Polluce (astronomia)
Polluce (β Gem / β Geminorum / Beta Geminorum) è una stella situata nella costellazione dei Gemelli. Avendo magnitudine +1,15, è la più luminosa della costellazione, nonché la diciassettesima stella più brillante del cielo notturno. È una stella dell'emisfero boreale, ma le possibilità di osservarla dall'emisfero australe sono ampie. Si tratta di una gigante di colore arancione distante 33,7 anni luce dalla Terra, la gigante a noi più vicina. Ha un raggio circa 9 volte maggiore di quello del Sole, ed è quaranta volte più luminosa, mentre la sua temperatura superficiale è inferiore di circa 1000 K. Il suo nome si riferisce al Dioscuro, figlio di Zeus e Leda.

## Osservazione
Polluce si presenta come un astro di colore arancio chiaro facilmente individuabile grazie sia alla sua luminosità che all'associazione con l'altra stella brillante dei Gemelli, Castore (α Geminorum), da cui dista 4° e mezzo. Anche se solitamente le lettere greche della nomenclatura di Bayer vengono assegnate in base alla luminosità, contrassegnando con la α la stella più luminosa e via via con le altre lettere quelle meno luminose, nel caso di Polluce, la cui lettera identificatrice farebbe pensare a un "secondo posto", non è così. Polluce è infatti nettamente più brillante di Castore, che ha magnitudine +1,59. Per spiegare questa discrepanza è stato ipotizzato che una delle due abbia cambiato la propria luminosità negli ultimi secoli. Però Barrett (2006) controargomenta che in primo luogo non si tratterebbe dell'unico caso in cui la sequenza delle lettere non rispetta l'ordine di luminosità. In secondo luogo, Bayer aveva due buoni motivi per non seguire l'ordine consueto: innanzitutto, quando si elencano i due Dioscuri, è uso mettere Castore e non Polluce al primo posto; inoltre, trovandosi Castore a nord-ovest di Polluce, la prima precede la seconda nel suo moto notturno intorno al polo celeste. Barrett (2006) ne conclude che non è possibile inferire un cambiamento di luminosità delle due stelle sulla sola base dell'assegnazione delle lettere fatta da Bayer.
Avendo declinazione +28°, Polluce è una stella dell'emisfero boreale; di conseguenza, gli osservatori posti a latitudini settentrionali sono maggiormente favoriti. Tuttavia, le possibilità di osservazione dall'emisfero australe non mancano: essa risulta infatti invisibile solo dalle regioni antartiche. D'altra parte, questa sua posizione non eccessivamente settentrionale rende Polluce circumpolare solo a partire dalle regioni in prossimità del circolo polare artico.
Polluce è abbastanza vicina all'eclittica da poter essere occultata dalla Luna, sebbene si tratti di un evento raro, e dai pianeti, anche se rarissimamente. L'ultima occultazione lunare si è verificata nel 117 a.C.. Dato che il Sole transita nella costellazione dei Gemelli durante i mesi di giugno e luglio, il periodo più indicato per l'osservazione di Polluce è quello in cui il Sole si trova nella parte opposta dell'eclittica, cioè in corrispondenza dell'inverno boreale.

## Ambiente galattico

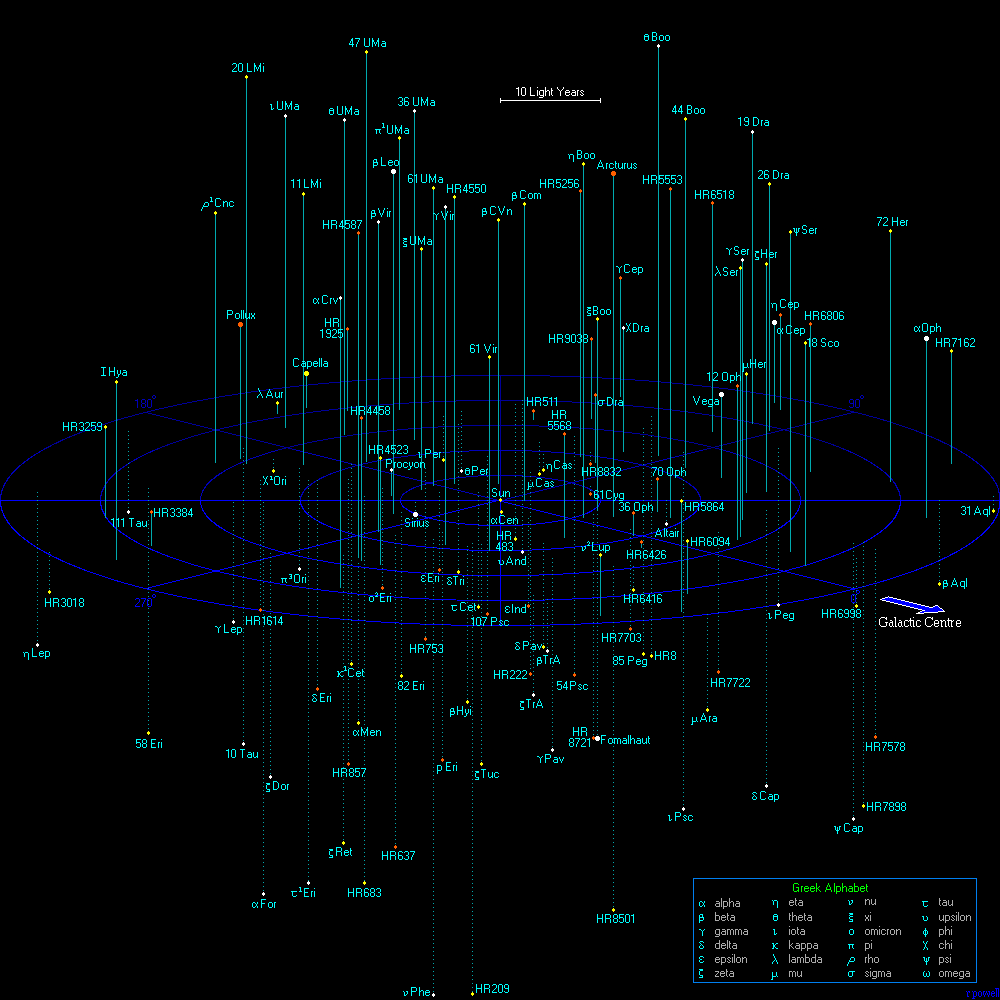
Mappa delle principali stelle entro un raggio di 50 anni luce dal Sole. Si apprezza la posizione di Polluce (a sinistra nell'immagine) rispetto al Sole, al piano galattico e al centro galattico.

La nuova riduzione dei dati astrometrici del telescopio spaziale Hipparcos risalente al 2007 ha portato a un nuovo calcolo della parallasse di Polluce, che è risultata essere 96,54 ± 0,27. Pertanto la distanza di Polluce dalla Terra è pari a 1/0,09654 pc, ossia 10,36 pc, equivalenti a 33,78 anni luce. Polluce è quindi relativamente vicina a noi e condivide lo stesso ambiente galattico del Sole: si trova, come il Sole, all'interno della Bolla Locale, una "cavità" del mezzo interstellare presente nel Braccio di Orione, uno dei bracci galattici della Via Lattea. Le coordinate galattiche di Polluce sono 192,22° e 23,31°. Una longitudine galattica di circa 192° significa che la linea ideale che congiunge il Sole e Polluce, se proiettata sul piano galattico, forma con la linea ideale che congiunge il Sole e il centro galattico un angolo di circa 192°. Ciò significa che, preso il Sole come punto di riferimento, il centro galattico e Polluce si trovano in direzioni quasi opposte. Di conseguenza Polluce è leggermente più lontana dal centro galattico di quanto non sia il Sole. Una latitudine galattica di poco più di 23° vuol dire che Polluce si trova poco più a nord rispetto al piano su cui sono posti il Sole e il centro galattico.
Le stelle più vicine a Polluce sono due rosse di sequenza principale. Si tratta di VV Lyncis, di classe spettrale M3,5 V, distante 6,5 anni luce da Polluce e avente magnitudine apparente 11,87, e di GJ 268.3, di classe spettrale M0 V, distante 7,7 anni luce da Polluce e avente magnitudine 10,75. Per giungere ad una stella delle dimensioni del Sole, bisogna allontanarsi circa 12 anni luce da Polluce per trovare 55 Cancri, una stella binaria, la cui principale ha classe spettrale G8 V e magnitudine 5,95, nota per possedere un sistema planetario formato da ben 5 pianeti.

## Caratteristiche fisiche

### Classificazione e temperatura superficiale

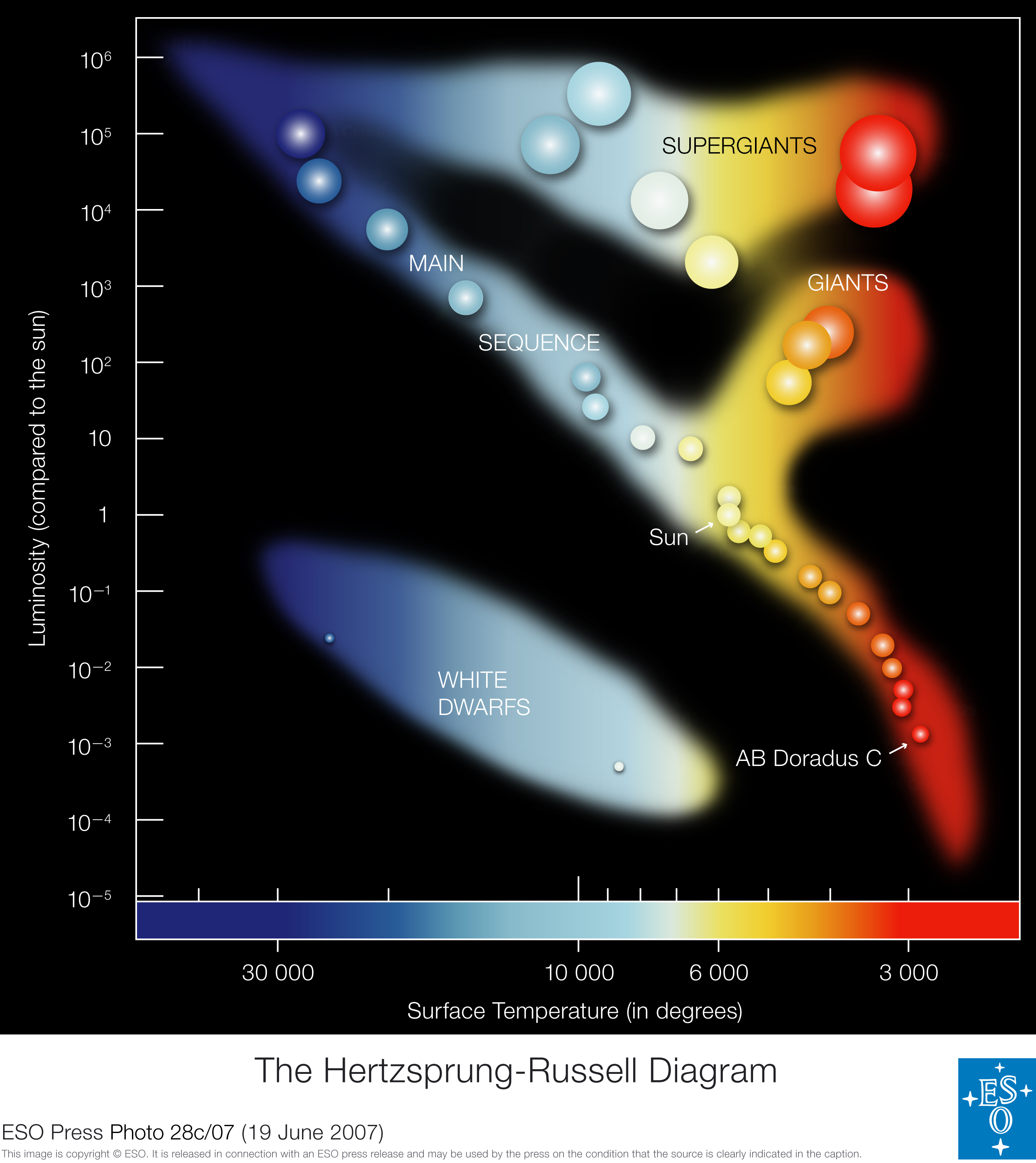
Posizione di Polluce e di altre stelle nel diagramma HR.

Polluce è classificata come K0 IIIb. La classe K raduna le stelle di colore arancione, dovuto a una temperatura superficiale più bassa di quella del Sole. Le 17 misurazioni della temperatura superficiale riportate dal sito SIMBAD, effettuate dal 1976 al 2008, variano da 4.750 K a 5.040 K. La media delle misurazioni è 4.881 K. Aurière et al. (2009) riportano invece 8 valori tratti da altrettanti articoli, che variano da 4.660 K a 4925 K, la cui media è 4.835 K. Si possono confrontare questi valori medi con quello della temperatura superficiale del Sole, che è circa 5.800 K, cioè quasi 1.000 K più elevata.
La classe di luminosità III raccoglie invece le stelle giganti, cioè stelle di massa media o piccola aventi un avanzato stato evolutivo, che hanno ormai abbandonato la sequenza principale. La sottoclasse b della classe III raccoglie le giganti meno luminose.

### Luminosità e raggio
C'è un discreto accordo fra gli studiosi sul fatto che la luminosità di Polluce si aggiri intorno a 40 volte quella solare. In particolare, Drake e Smith (1991) riportano una luminosità di 39,8 L☉, Mallik (1999) 43,5 L☉, Hatzes & Zechmeister (2007) 42,8 L☉, Takeda (2008) 38 L☉. Si tratta di valori elevati se paragonati alla luminosità del Sole, ma abbastanza bassi se paragonati a quelli propri delle stelle giganti.

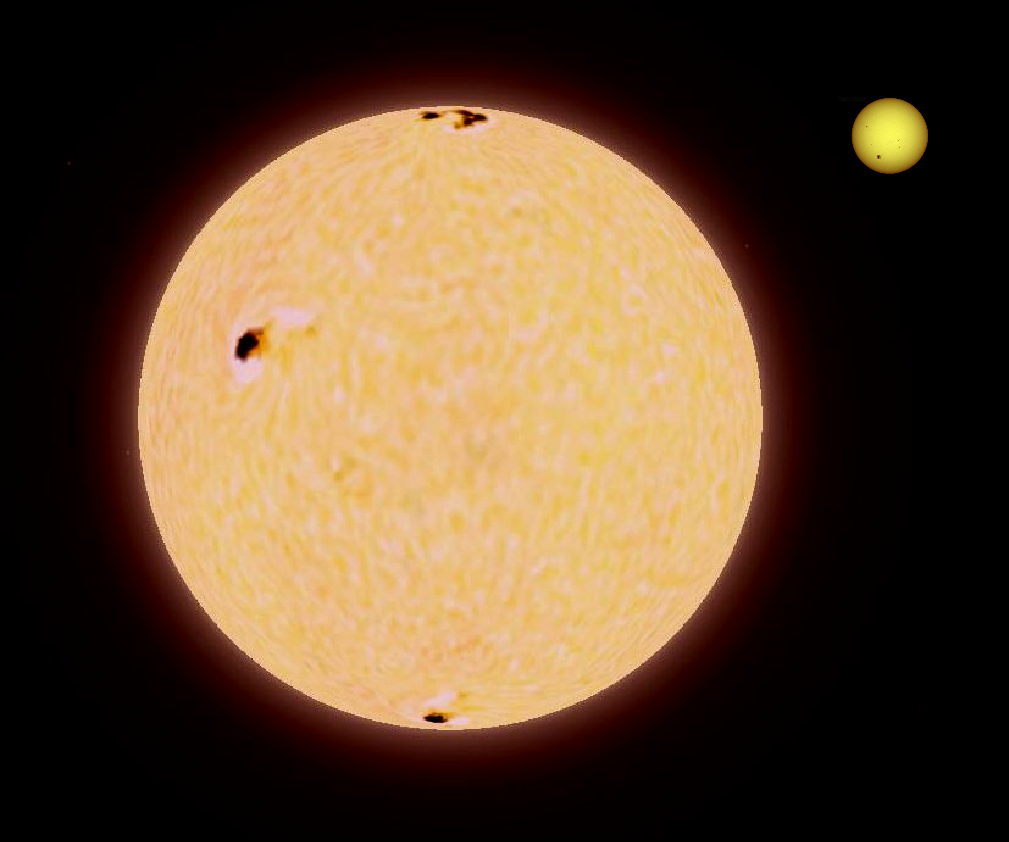
Confronto fra le dimensioni di Polluce e quelle del Sole.

Utilizzando il Navy Prototype Optical Interferometer installato presso Flagstaff in Arizona, Nordgren e colleghi (2001) hanno misurato il diametro angolare di Polluce, ottenendo un valore di 7,95 ± 0,09 mas. Alla distanza calcolata da Hipparcos questo valore corrisponde a un raggio di 8,8 ± 0,1 R☉, equivalenti a 6,12 milioni di km.

### Massa e stato evolutivo
La determinazione della massa delle stelle giganti che non fanno parte di sistemi binari è notoriamente difficile. Infatti, mentre per le stelle di sequenza principale esistono rapporti definiti fra massa e luminosità, la luminosità delle stelle giganti cambia molto nel tempo a seconda del loro stadio evolutivo, sicché, a meno che questo non si conosca con precisione, non sarà possibile dedurre la massa dalla luminosità. Da questo punto di vista Polluce non fa eccezione: esistono infatti parecchie incertezze riguardo all'entità della sua massa. Drake e Smith (1991), basandosi sia sulla posizione di Polluce nel diagramma H-R che sui valori del raggio e della gravità di superficie della stella, ipotizzano una massa di 1,7 M☉. Lo stesso valore è stato proposto anche da Allende Prieto e Lambert (1999), sulla base delle tracce evolutive di stelle di diversa massa. Lo stesso metodo però ha portato Taketa e altri (2008) a stimare una massa di 2,31 M☉. Valori così differenti dipendono principalmente dall'incerta determinazione della temperatura superficiale della stella e, quindi, dalla non ben nota posizione sul diagramma H-R.
Aurière et al. (2009) sostengono che i dati astrometrici di Polluce in nostro possesso permettono solo di porre alcune restrizioni sulla massa di Polluce; in particolare essa è compresa nell'intervallo fra 1,74 e 2,34 M☉. Gli autori cercano altri modi di ottenere un valore più preciso della massa della stella, quali l'abbondanza di litio o il rapporto fra gli isotopi 12C e 13C del carbonio, che variano con il procedere dell'evoluzione stellare. Ma i dati a disposizione non sono sufficienti per precisare maggiormente il valore della massa di Polluce rispetto a quanto già i dati astrometrici permettono di fare.
La nostra scarsa conoscenza circa la massa di Polluce comporta l'impossibilità di stabilire con precisione lo stato evolutivo della stella. In particolare, Drake e Smith (1991) e Aurière et al. (2009) affermano che Polluce può trovarsi o all'interno del ramo delle giganti rosse o già entro il ramo orizzontale. Non è cioè chiaro se Polluce stia fondendo l'idrogeno posto intorno a un nucleo di elio inerte o stia invece già fondendo l'elio in carbonio all'interno del suo nucleo. In ogni caso, il suo destino finale è quello di divenire una nana bianca fra qualche decina di milioni di anni.

### Gravità superficiale e metallicità
Un altro modo per ricavare la massa di una stella dato il suo raggio sarebbe quello di ottenere un valore preciso della sua gravità di superficie. Purtroppo anche riguardo a questo dato le misurazioni che si trovano in letteratura sono molto discordanti. Il sito SIMBAD riporta 17 misurazioni che variano da log g = 2,24 a log g = 3,13. Le 8 misurazioni riportate da Aurière et al. (2009) variano invece da 2,52 a 3,15. Si tratta in entrambi i casi di un intervallo troppo largo per potere concludere alcunché circa la massa della stella.
Le nostre conoscenze riguardanti la metallicità della stella sono poco più precise. Le 19 misurazioni riportate dal sito SIMBAD variano da [Fe/H] = -0,11 a [Fe/H] = +0,17. Ciò significa che Polluce presenta un'abbondanza di elementi chimici più pesanti dell'elio compresa fra 77% e 148% di quella solare. Una delle misurazioni compiute con strumenti più aggiornati è quella di Massarotti et al. (2008), che riportano un valore di -0,07. Se ciò fosse corretto, Polluce avrebbe un'abbondanza di metalli corrispondente a 85% di quella del Sole.

### Variabilità e pianeta
Walker et al. (1989) sono i primi a notare che la velocità radiale di Polluce presenta delle variazioni. Pur osservando che le variazioni esibiscono una significativa periodicità, non fanno alcun tentativo di stabilire un periodo. Larson et al. (1993), dopo avere estensivamente osservato le variazioni di Polluce per 12 anni, ipotizzano un periodo di 584,65 ± 3,3 giorni e discutono le possibili cause di tale variabilità. Gli studiosi affermano che esse possono essere dovute o alla rotazione della stella su se stessa, o alla presenza di un pianeta, sebbene la prima ipotesi sia ritenuta quella più probabile. Hatzes & Cochran (1993) rilevano invece un periodo di 558 giorni che attribuiscono o a pulsazioni non radiali della stella, o alla presenza di irregolarità sulla sua superficie, che diventano visibili a ogni sua rotazione, oppure ancora alla presenza di un pianeta. Anch'essi ritengono la presenza di un pianeta improbabile e pensano che la variazione sia dovuta a caratteristiche intrinseche della stella.
Due articoli pubblicati nel 2006 hanno riportato però in auge l'ipotesi che la variabilità di Polluce sia dovuta alla presenza di un pianeta. Reffert et al. (2006) hanno esaminato la forma delle linee spettrali della stella concludendo che la loro variabilità non può essere dovuta a pulsazioni non radiali o a irregolarità superficiali, ma solo alla presenza di un compagno. Assumendo che la massa di Polluce sia 1,86 M☉, concludono che la massa di tale oggetto ha un minimo di 2,9 ± 0,3 MJ e un massimo di 33 MJ. Si tratta pertanto di un oggetto sub-stellare: un pianeta o una nana bruna. Il periodo orbitale dell'oggetto è 589,7 ± 3,5 giorni, la distanza dalla stella è 1,69 ± 0,03 UA. L'orbita è quasi circolare. Anche Hatzes et al. (2006) forniscono dati che portano ad escludere che le variazioni nella velocità radiale di Polluce siano dovute a caratteristiche intrinseche della stella: essi escludono che siano dovute ad attività cromosferica, a pulsazioni o a irregolarità della superficie. Inoltre, analizzando i dati fotometrici di Hipparcos, arrivano alla conclusione che le variazioni di circa 3 millesimi di magnitudine rilevate dal satellite hanno un periodo di 135 giorni, non correlato con il periodo di 589 giorni della velocità radiale. Il periodo di 135 giorni coincide probabilmente con il periodo di rotazione della stella. Questo porta un ulteriore argomento per escludere che il periodo di 589 giorni sia legato a irregolarità superficiali. Il compagno ipotizzato da Hatzes et al. (2006), chiamato Polluce b, ha le caratteristiche riassunte nel seguente prospetto:
| Pianeta   | Tipo            | Massa           | Periodo orb.         | Sem. maggiore  | Eccentricità | Scoperta |
| --------- | --------------- | --------------- | -------------------- | -------------- | ------------ | -------- |
| Polluce b | Gigante gassoso | ≥2,30 ± 0,45 MJ | 589,64 ± 0,81 giorni | 1,64 ± 0,27 UA | 0,02 ± 0,03  | 2006     |

### Velocità e periodo di rotazione
I tentativi di determinare la velocità e il periodo di rotazione di Polluce non hanno finora avuto successo. Aurière et al. (2009) riportano 5 diverse misurazioni del valore di v × sin i, cioè della velocità di rotazione per il seno dell'inclinazione dell'asse di rotazione rispetto alla nostra linea di vista. Il valore più basso è 1,61 km/s, mentre il valore più alto è 2,7 km/s. Valori simili sarebbero compatibili con il periodo di rotazione di 135 giorni, che come si è visto è stato ipotizzato da Hatzes et al. (2006). Tuttavia Aurière et al. (2009) sostengono che l'alta macroturbolenza dei gas atmosferici e la bassa velocità di rotazione della stella rendono difficile il compito di distinguere il contributo di una e dell'altra e quindi l'esatto valore di v × sin i. Aurière et al. (2009) non escludono pertanto che i valori misurati non siano corretti e che il periodo di rotazione coincida con il periodo di 589 giorni che risulta dalle misurazioni delle oscillazioni nella velocità radiale. Una pubblicazione risalente al 2011, riporta un periodo di rotazione di 491,5 giorni, mentre nel 2021 ancora Aurière et al., riportano un periodo di rotazione di 660±15 giorni.

### Campo magnetico
La stella presenta sulla sua superficie un debole campo magnetico della densità di 1 Gauss, complice delle emissioni di raggi X rilevate dal satellite ROSAT. Il quantitativo di raggi X emesso è paragonabile al quantitativo emesso dal Sole. L'origine del campo magnetico di Polluce non è chiara. L'astro discende probabilmente da una stella bianca di sequenza principale di classe spettrale A2 V, di 2,5 M☉ e avente un raggio due volte quello del Sole. Circa il 5% delle stelle di questa classe sono stelle bianche peculiari, aventi un intenso campo magnetico (circa 2500 Gauss). È quindi possibile che Polluce sia stata in origine una di queste stelle e che l'attuale campo magnetico sia il residuo fossile di quello esistente quando era una stella di sequenza principale. Alternativamente si può pensare che il campo magnetico sia generato dai moti convettivi che hanno cominciato a interessare la stella quando è uscita dalla sequenza principale. Data la presenza di tale campo magnetico, la superficie della stella dovrebbe essere interessata da regioni magneticamente attive, simili alle macchie solari. Probabilmente esse sono collocate, come nel Sole, in una posizione intermedia fra i poli e l'equatore della stella.

## Il cielo visto da Polluce

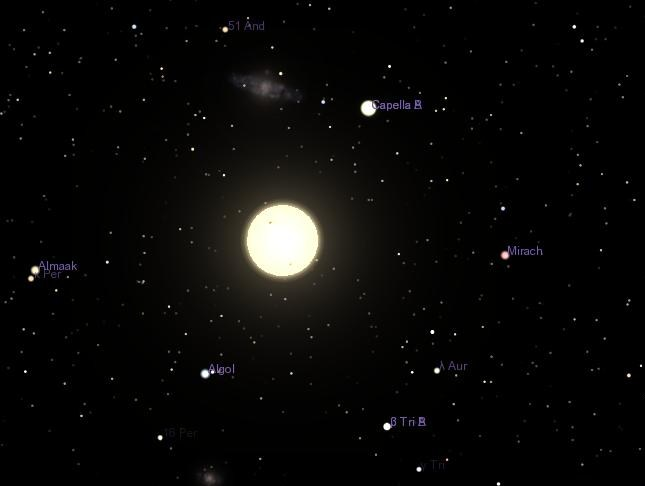
Polluce vista dalla distanza di Polluce b (1,6 UA), in una simulazione di Celestia. In alto sono visibili M31 e Capella.

La stella più vicina a Polluce, VV Lyncis, data la sua scarsa luminosità, sarebbe visibile solo con difficoltà a occhio nudo da un ipotetico osservatore posto su un ipotetico pianeta orbitante attorno a Polluce o su una sua luna, visto che avrebbe magnitudine +5. Anche il Sole, dalla distanza a cui si trova Polluce, sarebbe poco più luminoso, mentre 55 Cancri brillerebbe di terza magnitudine. Il "gemello" di Polluce, Castore, dista da esso 17-18 anni luce e sarebbe una brillante stella di magnitudine -0,75, un po' più luminosa di Canopo, ma non sarebbe la più luminosa stella dei cieli di Polluce, perché il sistema di Capella, distante "solo" 24 anni luce, dunque poco più della metà di quanto non disti dal Sole, arriverebbe ad avere una magnitudine -2, e sarebbe di gran lunga la stella più luminosa. Tra le altre stelle maggiormente conosciute, Aldebaran dista meno di 50 anni luce, e sarebbe più luminosa che dalla Terra (+0,20). Al contrario, Sirio e Vega, rispettivamente a 28 e 48 anni luce, avrebbero una magnitudine compresa tra +1,2 e +1,5, più deboli che viste dalla Terra. Anche Arturo è più lontano da Polluce di quanto non lo sia dal Sole, di 10 anni luce circa, e perderebbe di conseguenza oltre mezza magnitudine rispetto alla visuale terrestre.

## Etimologia e cultura
La stella deriva il suo nome dall'omonimo Dioscuro, esperto nell'arte del pugilato, figlio, assieme al gemello Castore, di Zeus e Leda, regina di Sparta. Nella rappresentazione tradizionale della costellazione, le stelle Castore e Polluce sono identificate con le teste dei due gemelli. Da questa identificazione deriva anche uno dei nomi arabi di Polluce, Al-Ras al-Tau'am al-Mu'akhar,(الرأس التؤام المؤخر), che significa la testa del secondo gemello.
La vicinanza apparente delle due stelle e la loro luminosità ha fatto sì che ricevessero un nome comune in molte culture: in India venivano chiamati Açvini (i cavalieri) o Mithuna (il ragazzo e la ragazza); in Persia Du Paikar (le due figure), nell'antico Egitto rappresentavano due divinità collegate, Horus il giovane e Horus il vecchio, mentre in Assiria venivano chiamati Mas-mas (i gemelli).
Nell'antica India Castore e Polluce erano associate a una delle 27 nakshatra (costellazioni), chiamata Punarvasu, mentre in Cina 北河 (Běi Hé), che significa il Fiume settentrionale, faceva riferimento all'asterismo formato da Castore, Polluce e ρ Geminorum. Di conseguenza Polluce era conosciuta come 北河三 (Běi Hé sān), che significa la terza stella del Fiume settentrionale.
In astrologia si crede che Polluce sia connessa con il pianeta Marte e che ne condivida la natura guerriera. Di conseguenza, si pensa che sia una stella violenta, crudele e tirannica, sebbene la sua energia possa essere di aiuto, se incanalata in modo costruttivo.